# El Gran Cacique (álbum)
El Gran Cacique es el primer álbum de la agrupación musical Juaneco y su Combo con el sello discográfico Infopesa. Fue editado originalmente en 1972 por la compañía discográfica. En 2018 fue reeditado por Infopesa.

## Lista de canciones
| Lado A |                           |              |          |  |
| N.º    | Título                    | Escritor(es) | Duración |  |
| 1.     | «Me Robaron Mi Runa Mula» | Noé Fachin   | 3:12     |  |
| 2.     | «Aguita De Sachachorro»   | Noé Fachin   | 2:40     |  |
| 3.     | «La Marcha Del Sapo»      | Noé Fachin   | 2:40     |  |
| 4.     | «La Sirenita Enamorada»   | Juan Wong    | 2:52     |  |
| 5.     | «El Pajarito Pajero»      | Noé Fachin   | 2:59     |  |
| 6.     | «El Capullito»            | Noé Fachin   | 2:47     |  |
| 17:10  |                           |              |          |  |

| Lado B |                           |                             |          |  |
| N.º    | Título                    | Escritor(es)                | Duración |  |
| 7.     | «Vacilando Con Ayahuasca» | Noé Fachin                  | 3:34     |  |
| 8.     | «Mujer Hilandera»         | Virgulino Ferreira da Silva | 3:53     |  |
| 9.     | «Cumbia Pa' La Sierra»    | Walter Domínguez            | 2:57     |  |
| 10.    | «Volando»                 | Noé Fachin                  | 3:03     |  |
| 11.    | «Bolero Para Ti»          | Walter Domínguez            | 3:25     |  |
| 12.    | «La incógnita»            | Juan Wong                   | 3:26     |  |
| 20:18  |                           |                             |          |  |

## Créditos
El Gran Cacique
- Noé Fachin: Primera Guitarra
- Wilberto Murrieta: Segunda Guitarra
- Walter Domínguez: Bajo
- Juan Wong Popolizio: Teclado
- Rosendo Hidalgo: Timbales
- Juvencio Pinchi: Congas
- Jairo Aguilar: Bongó